# Lucie Ignace
Pour les articles homonymes, voir Ignace.
 (août 2024).
Lucie Ignace, née le 16 décembre 1992 à Saint-Denis (La Réunion), est la plus grande karatéka réunionnaise de sa génération. 
Considérée comme une surdouée, détectée HPI, elle mène de front ses études en science économique et sociale à l’île de la Réunion en parallèle de sa carrière d’athlète de haut niveau au sein de l’équipe de France de karaté.

## Biographie

### Carrière sportive
Lucie Ignace débute par de la natation à l’âge de cinq ans, puis s’initie au karaté à l'âge de huit ans.
Devenant dès sa première participation aux compétitions régionales, la numéro 1 réunionnaise, puis devient la numéro 1 française en 2007 et 2008.
Ce qui la propulse en détection au sein de l’équipe nationale. Dès sa première sélection en Équipe de France en 2009, elle décroche le titre de championne d’Europe juniors à Paris à l’âge de 16 ans et une médaille de bronze à ses premiers championnats du Monde juniors à Rabat. 
Elle devient seniors en 2012, obtient dès sa première participation la médaille de bronze aux championnats d'Europe de karaté 2012 à Tenerife, devient championne du monde universitaire quelques mois plus tard à Bratislava, en juillet 2012 et surtout elle devient quelques mois plus tard, l’une des plus jeunes championnes du monde en étant sacrée championne du monde aux championnats du monde de karaté 2012 à Paris à l’âge de 19 ans. Elle est jusqu’à présent la plus jeune française devenue championne du monde[réf. nécessaire].
Elle poursuit son parcours en remportant dix tournois Karaté League1 et en étant toujours médaillée dans les championnats importants. 
Vainqueur des Championnats Méditerranéens en 2012, Championne d’Europe en 2009 à Paris, en 2015 à Istanbul, en 2016 à Montpellier et en 2018 à Novi Sad, Vainqueur des Jeux Européens en 2015 à Bakou. Quadruple Championne du Monde de karaté combat, en juillet 2012 à Bratislava, en novembre 2012 à Paris Bercy, Vainqueur des Jeux mondiaux en 2013 à Cali et Championne du Monde par équipe en novembre 2016 à Linz.
Lucie Ignace remporte tous les titres possibles dans sa discipline malheureusement non olympique, puis annonce la fin de sa carrière internationale le 5 octobre 2018 à l’âge de 25 ans pour se consacrer à son poste dans la finance au sein d’une importante collectivité à l’île de la Réunion, à l’évolution de son club de coeur le Karaté Shoto Club de Bras Panon dans la Dojo qui n’est autre que le Dojo Lucie Ignace et continue à participer aux actions humanitaires en étant la marraine du téléthon, bénévole pour l’association Mille Sourires en distribuant des cadeaux aux enfants malades dans les hôpitaux et au sein de l’association Petits Princes pour contribuer à la réalisation des rêves des enfants malades. Lucie Ignace réalise d’ailleurs en 2014 le rêve d’un enfant âgé de 7 ans, prénommé Kamel l’emmenant avec elle et son équipe au championnat d’Europe 2014 à Budapest en Hongrie. 

## Résultats
| Résultat           | Date              | Épreuve                                     | Catégorie | Compétition                | Ville hôte           |
| ------------------ | ----------------- | ------------------------------------------- | --------- | -------------------------- | -------------------- |
| Médaille d'or      | Février 2009      | Kumite individuel féminin moins de 59 kilos | Juniors   | Championnats d'Europe 2009 | Paris (France)       |
| Médaille de bronze | Novembre 2009     | Kumite individuel féminin moins de 59 kilos | Juniors   | Championnats du monde 2009 | Rabat (Maroc)        |
| Médaille d'argent  | Février 2010      | Kumite individuel féminin moins de 59 kilos | Juniors   | Championnats d'Europe 2010 | Izmir (Turquie)      |
| Médaille de bronze | Mai 2012          | Kumite féminin moins de 55 kg               | Seniors   | Championnats d'Europe 2012 | Tenerife (Espagne)   |
| Médaille d'or      | Novembre 2012     | Kumite féminin moins de 55 kg               | Seniors   | Championnats du monde 2012 | Paris (France)       |
| Médaille d'argent  | Mai 2013          | Kumite féminin en équipe                    | Seniors   | Championnats d'Europe 2013 | Budapest (Hongrie)   |
| Médaille d'or      | Juillet/août 2013 | Kumite féminin moins de 55 kg               | Seniors   | Jeux mondiaux de 2013      | Cali (Colombie)      |
| Médaille d'argent  | Novembre 2014     | Kumite féminin en équipe                    | Seniors   | Championnats du monde 2014 | Brême (Allemagne)    |
| Médaille d'or      | Mars 2015         | Kumite féminin moins de 61 kg               | Seniors   | Championnats d'Europe 2015 | Istanbul (Turquie)   |
| Médaille d'or      | Juin 2015         | Kumite féminin moins de 61 kg               | Seniors   | Jeux européens de 2015     | Bakou (Azerbaïdjan)  |
| Médaille d'or      | Mai 2016          | Kumite féminin moins de 61 kg               | Seniors   | Championnats d'Europe 2016 | Montpellier (France) |
| Médaille d'or      | Octobre 2016      | Kumite féminin moins de 61 kg               | Seniors   | Championnats du monde 2016 | Linz (Autriche)      |
| Médaille d'argent  | Octobre 2016      | Kumite féminin moins de 61 kg               | Seniors   | Championnats du monde 2016 | Linz (Autriche)      |
| Médaille d'argent  | Mai 2017          | Kumite féminin en équipe                    | Seniors   | Championnats d'Europe 2017 | Izmir (Turquie)      |
| Médaille d'or      | Mai 2018          | Kumite féminin moins de 61 kg               | Seniors   | Championnats d'Europe 2018 | Novi Sad (Serbie)    |